# Jomfru Marias optagelse i himlen
Jomfru Marias optagelse i himlen, også kaldet jomfru Marias himmelfart, latin Assumptio Mariae betegner indenfor den tidlige katolsk, ortodoks, orientalsk-ortodoks og delvis anglikansk den begivenhed, hvorved den bibelske jomfru Maria blev blev ført til himmels med både krop og sjæl. Dette bliver fejret på samme dag i både øst- og vestkirken, nemlig 15. august, men blev først et katolsk dogme 1. november 1950, da Pius 12. udtalte sig ex cathedra i den apostoliske konstitution Munificentissimus Deus. I den ortodokse kirke kaldes højtiden bortgangen.
Den 15. august var i katolsk tid også en vigtig mærkedag i Norden og dagen har sit eget tegn på primstaven i form af et indrammet kors. På denne dagen bad folk til jomfru Maria om at det ikke skulle blive et dårligt år. Dagen hed i den forbindelse Marias himmelfart.
Opfattelsen af Marias himmelfart deles ikke af protestantiske kirker, da disse hævder at der ikke findes bibelsk belæg for påstanden.
15. august er som følge af højtiden helligdag i en række land, heriblandt Belgien, Chile, Colombia, Ecuador, Frankrig, Grækenland, Italien, Kroatien, Libanon, Litauen, Malta, Mauritius, Polen, Portugal, Senegal, Slovenien, Spanien, Tyskland (Saarland og Bayern) og Østrig. Den ortodokse kirke følger den julianske kalender og fejrer derfor dagen 28. august.

## Kildangivelser
Der er for få eller ingen kildehenvisninger i denne artikel, hvilket er et problem. Du kan hjælpe ved at angive troværdige kilder til de påstande, som fremføres i artiklen.